# 에릭 모리스
에릭 모리스(Eric Morris, 1931년 11월 19일 ~ )는 미국의 배우, 연극 배우, 텔레비전 배우이다.
시카고에서 태어났다.

## 영화
- 미라지 (1995년)
- 우주의 7인 (1980년)
- 호간의 영웅들 (1965년)